# Comitê Brasileiro de História da Arte

O Comitê Brasileiro de História da Arte (CBHA) é uma associação fundada em 1972, voltada para a pesquisa e o estudo da história da arte no Brasil e internacionalmente. Composto por professores e pesquisadores, o CBHA busca promover a produção acadêmica na área e a troca de conhecimentos entre seus membros.